# هيلين أ. بيرغر
هيلين أ. بيرغر (بالإنجليزية: Helen A. Berger)‏ هي عالمة اجتماع أمريكية، ولدت في 1949.